# Asier García Pereiro
Asier García Pereiro (Bilbao, 11 de junio de 1981) es un deportista español que compite en baloncesto en silla de ruedas. Ganó una medalla de plata en los Juegos Paralímpicos de Río de Janeiro 2016.

## Palmarés internacional
| Juegos Paralímpicos | Juegos Paralímpicos     | Juegos Paralímpicos | Juegos Paralímpicos |
| Año                 | Lugar                   | Medalla             | Competición         |
| ------------------- | ----------------------- | ------------------- | ------------------- |
| 2016                | Río de Janeiro (Brasil) | Medalla de plata    | Torneo masculino    |